# SN 2010cd
SN 2010cd – supernowa odkryta 5 kwietnia 2010 roku w galaktyce A115801-0629. W momencie odkrycia miała maksymalną jasność 18,60m.